# Ministério da Economia e do Mar
O Ministério da Economia e do Mar é um departamento do Governo de Portugal - responsável pela tutela e execução das políticas públicas respeitantes às atividades económicas, especialmente no que diz respeito aos setores do comércio, turismo, serviços, indústria e o Mar

## História
Em Portugal, o primeiro ministério destinado especificamente à gestão dos assuntos económicos foi o Ministério das Obras Públicas, Comércio e Indústria, criado em 1852, por decreto de D. Maria II. A partir da década de 1910 os assuntos relacionados com os vários setores da economia foram, sucessivamente, separados e reunidos em diferentes ministérios:

1852 - Criação do Ministério das Obras Públicas, Comércio e Indústria (MOPCI), responsável pelos setores do comércio, indústria e agricultura, além das obras públicas, transportes e comunicações;

1910 - Na sequência do golpe republicano de 5 de outubro, o MOPCI passa a designar-se "Ministério do Fomento", mantendo as mesmas competências;

1917 - O Ministério do Fomento passa a designar-se "Ministério do Comércio". O setor da agricultura passa para a tutela do novo Ministério do Trabalho e Previdência Social;

1918 - O Ministério do Comércio passa a designar-se "Ministério do Comércio e Comunicações". É criado o Ministério da Agricultura;

1932 - Criação do Ministério do Comércio, Indústria e Agricultura a partir da fusão dos anteriores ministérios do Comércio e Comunicações e da Agricultura;

1933 - Criação do Ministério do Comércio e Indústria e do Ministério da Agricultura a partir da divisão do anterior Ministério do Comércio, Indústria e Agricultura;

1940 - Criação do Ministério da Economia a partir da fusão dos ministérios do Comércio e Indústria e da Agricultura;

1958 - São criadas a Secretaria de Estado do Comércio, a Secretaria de Estado da Indústria e a Secretaria de Estado da Agricultura, integradas no Ministério da Economia;

1974 (março) - A 15 de março, é publicado um decreto-lei que cria o Ministério da Agricultura e Comércio e o Ministério da Indústria e Energia por subdivisão do Ministério da Economia. Em virtude da revolução ocorrida no mês seguinte, este decreto-lei tem poucos efeitos práticos; 

1974 (maio) - Na sequência da revolução do 25 de abril, o Ministério da Economia funde-se com o Ministério das Finanças, dando origem ao Ministério da Coordenação Económica;

1974 (junho) - O Ministério da Coordenação Económica é, novamente, subdividido no Ministério da Economia e no Ministério das Finanças. Com a extinção do Ministério da Marinha, o setor das pescas passa para a tutela do Ministério da Economia;

1975 - Criação dos ministérios do Comércio Externo, do Comércio Interno, da Agricultura e Pescas e da Indústria e Tecnologia a partir da divisão do anterior Ministério da Economia;

1976 - Os ministérios do Comércio Interno e do Comércio Externo fundem-se no Ministério do Comércio e Turismo;

1979 - O Ministério da Indústria e Tecnologia é transformado no Ministério da Indústria;

1980 - O Ministério da Indústria passa a designar-se "Ministério da Indústria e Energia";

1981 - Os ministérios do Comércio e Turismo e da Agricultura e Pescas fundem-se no Ministério da Agricultura, Comércio e Pescas;

1983 - O Ministério da Agricultura, Comércio e Pescas, divide-se, dando origem aos ministérios do Comércio e Turismo e da Agricultura, Florestas e Alimentação. O setor das pescas passa para o novo Ministério do Mar;

1995 - Reestabelecimento do Ministério da Economia a partir da fusão do ministérios do Comércio e Turismo e da Indústria e Energia;

2004 - Criação do Ministério das Atividades Económicas e do Trabalho a partir da fusão do setor do trabalho do anterior Ministério da Segurança Social e do Trabalho com o Ministério da Economia. O setor do turismo passa para o então criado Ministério do Turismo;

2005 - Criação do Ministério da Economia e da Inovação a partir da fusão dos setores económicos do Ministério das Atividades Económicas e do Trabalho com o Ministério do Turismo.

2009 - O MEI passa a designar-se "Ministério da Economia, da Inovação e do Desenvolvimento".

2011 - A estrutura do MEID é integrada no novo Ministério da Economia e Emprego.

2013 - Restabelecimento do Ministério da Economia, passando a pasta do Emprego para o Ministério da Solidariedade, Emprego e Segurança Social 

2019 - A estrutura do ME é integrada no novo Ministério da Economia e da Transição Digital
2022 - A estrutura do ME é integrada no novo Ministério da Economia e do Mar

## Ministros
- Lista de ministros da Economia de Portugal
- Lista de ministros do Mar de Portugal